# Aermediterranea
Die italienische Fluggesellschaft Aermediterranea wurde als Tochtergesellschaft der Alitalia gegründet.

## Geschichte
Ein Vorläufer der Aermediterranea war die private Fluggesellschaft Itavia, die 1980 zusammenbrach. Nach einer Entscheidung des italienischen Verkehrsministers wurde am 20. März 1981 die Aermediterranea gegründet. Die Alitalia war direkt mit 55 % am Grundkapital beteiligt, während Aero Trasporti Italiani (ATI), die ebenfalls eine Alitalia Tochter war, die restlichen 45 % hielt.
Am 1. Juli 1981 nahm die Fluggesellschaft den Flugbetrieb mit Flugzeugen des Typs McDonnell Douglas DC-9-32 auf. Insgesamt waren bis zu acht Flugzeuge dieses Typs gleichzeitig im Einsatz. Die Belegschaft belief sich auf 382 Mitarbeiter. 1982 beförderte die Gesellschaft auf den Inlandstrecken ca. 572.000 Passagiere. 1985 wurde die Fluggesellschaft mit der ATI vereinigt. 1994 kam die ATI und damit auch die Aermediterranea endgültig zur Alitalia.
Der Name Aermediterranea war abgeleitet von der Società Aerea Mediterranea (SAM), einer von 1959 bis 1976 (rechtlich bis 1981) bestehenden Charterfluggesellschaft und Tochter der Alitalia. Zuvor hatte die SAM von 1928 bis 1934 bestanden und ging dann in der Ala Littoria auf, einer Vorläuferin der Alitalia.

## Flugziele
Neben Charterverkehr innerhalb Europas (hauptsächlich nach Deutschland und Großbritannien) wurden im Inlandsverkehr folgende Flughäfen angeflogen:
Rom-Fiumicino, Neapel, Mailand, Turin, Bergamo, Triest, Verona, Venedig, Bologna, Rimini, Pisa, Ancona, Pescara, Bari, Brindisi, Lamezia Terme, Reggio, Alghero, Cagliari, Palermo, Trapani, Catania und Lampedusa

## Flotte
Die Flotte der Aermediterranea bestand Anfang 1984 aus acht McDonnell Douglas DC-9-32.
| Kennz. | Konstr.-Nr. | Name               |
| I-ATIH | 47553/642   | Lido degli Estensi |
| I-ATIQ | 47591/706   | Sila               |
| I-ATJB | 47653/760   | Riviera del Conero |
| I-DIBO | 47237/451   | Conca d’Ora        |
| I-DIKS | 47229/356   | Isola di Filicudi  |
| I-DIKT | 47230/395   | Isola di Ustica    |
| I-DIZF | 47519/615   | Dolomiti           |
| N516MD | 47128/210   | Isola di Ponza     |

Das Emblem auf dem Seitenleitwerk ähnelte dem der Flugzeuge der Alitalia. Nur die Farben waren unterschiedlich. Es war ein rotes Dreieck auf weißem Grund, das ein oranges Dreieck umschloss.